# Argonauta nodosa
Argonauta nodosa är en bläckfiskart som beskrevs av John Lightfoot 1786. Argonauta nodosa ingår i släktet Argonauta, och familjen Argonautidae. Inga underarter finns listade.

## Bildgalleri

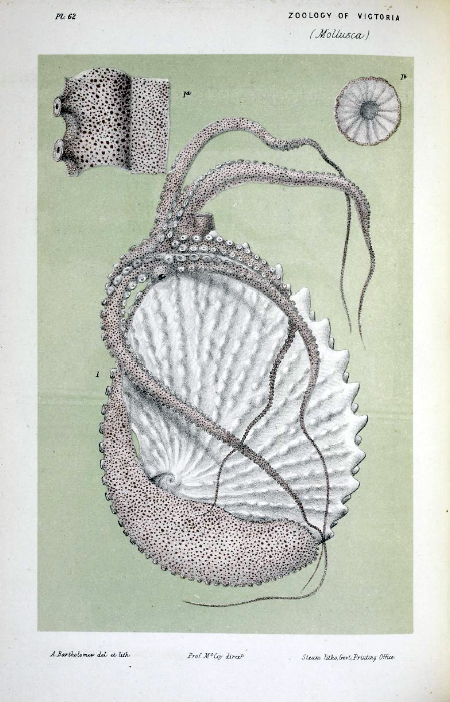
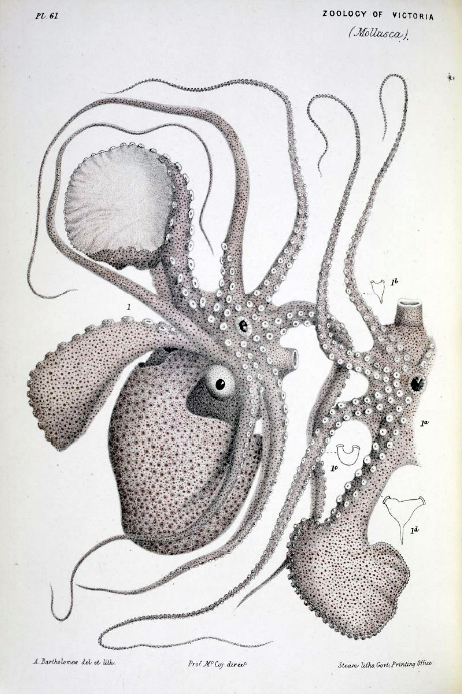
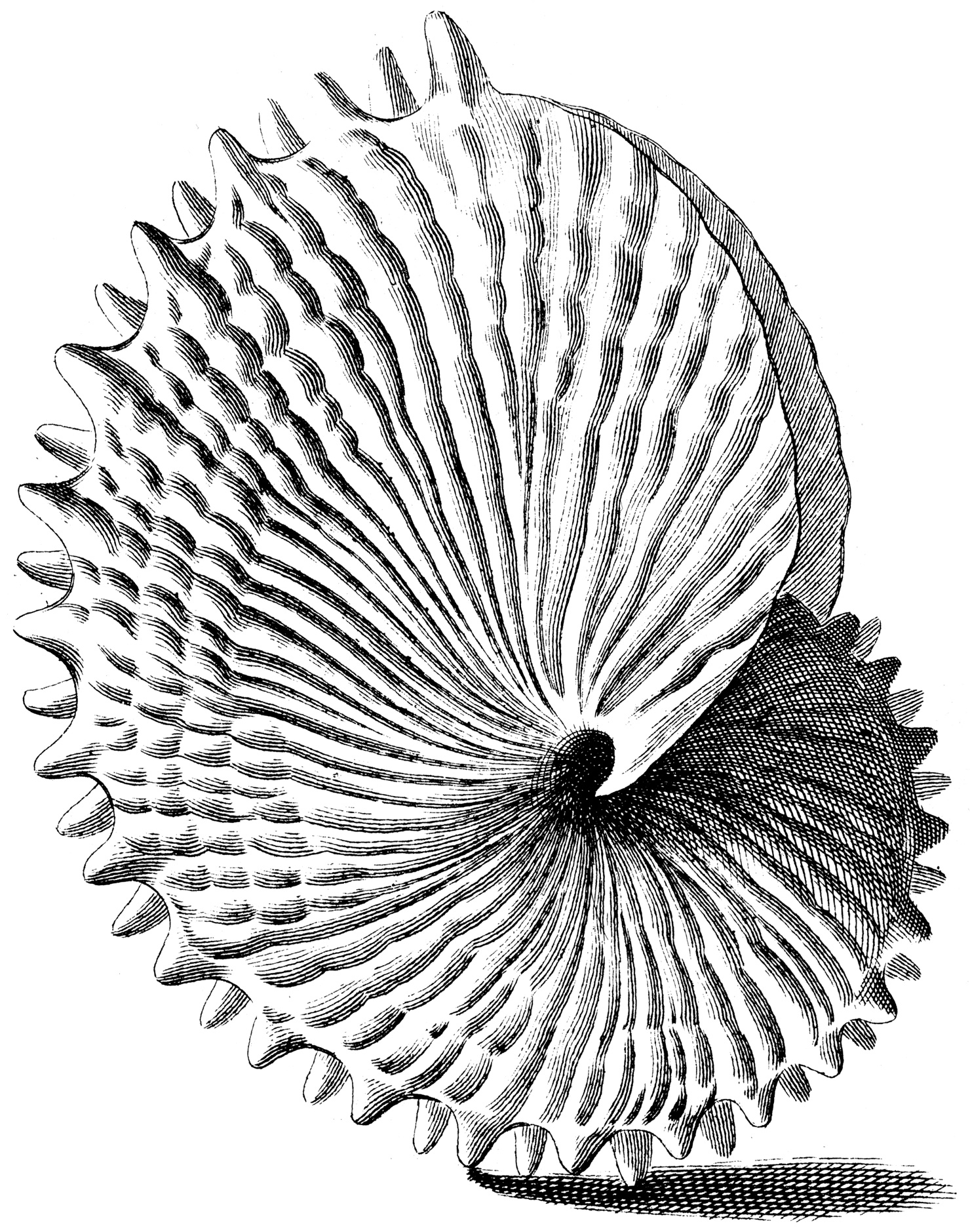
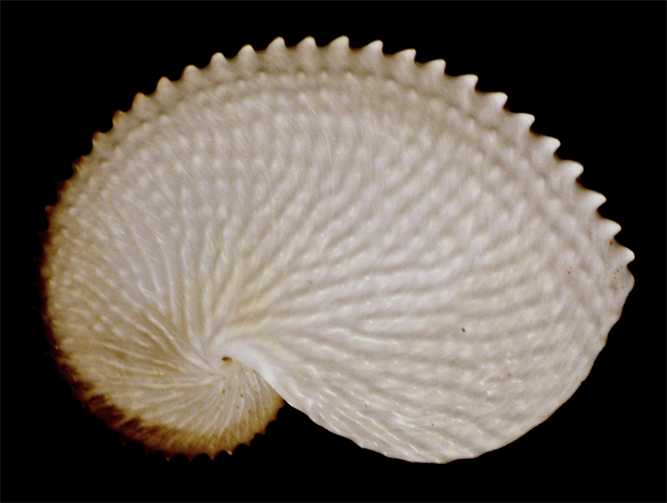
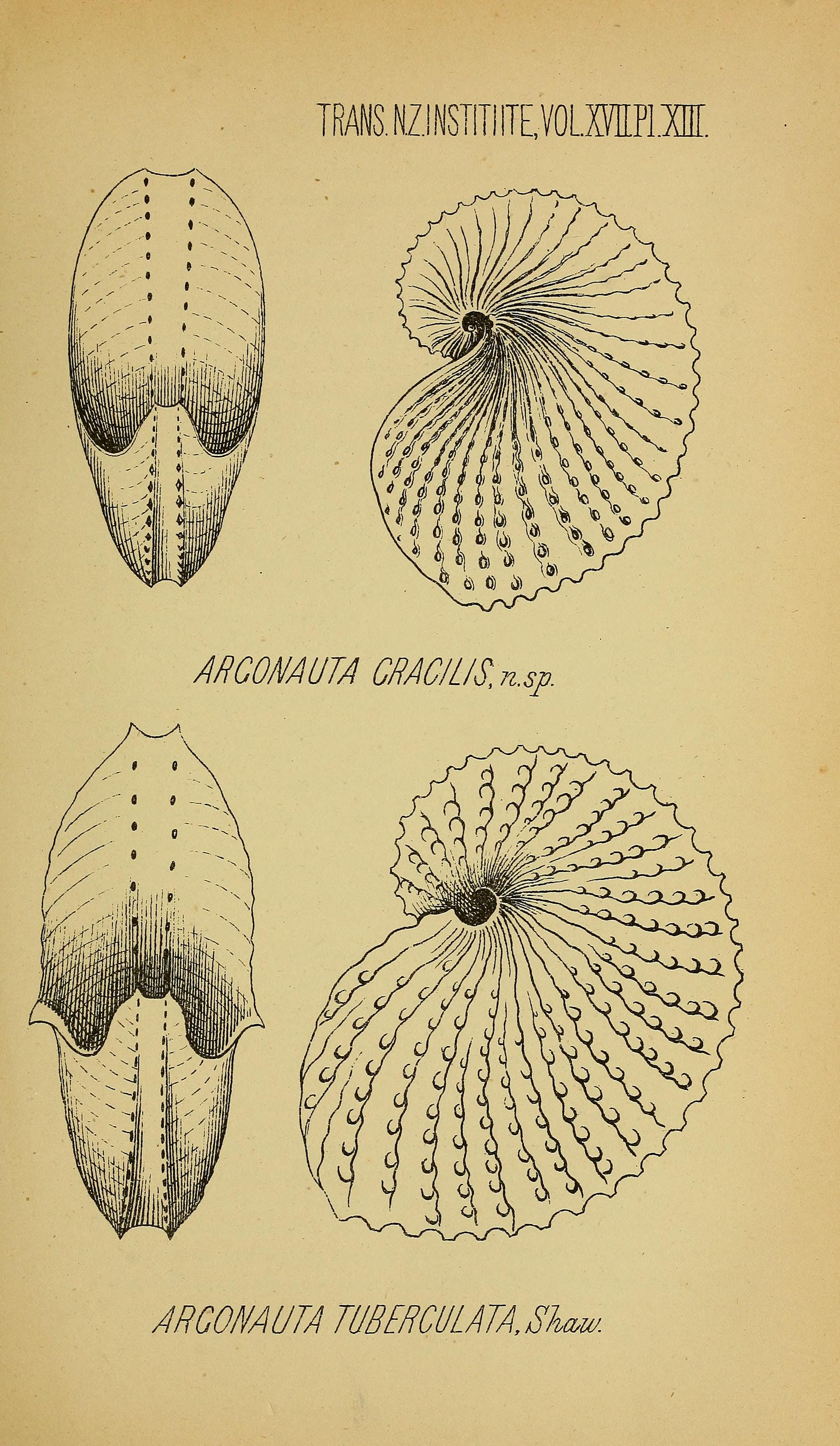